# Marek Dyżewski
 (décembre 2024).
Marek Dyżewski, né le 22 mars 1946 à Świebodzice (Basse-Silésie), est un musicien, publiciste, animateur musical, musicologue et universitaire polonais.

## Biographie
Marek Jan Dyżewski a fait des études à l'Académie de musique de Wrocław (en) dans la classe de piano de la professeure Barbara Hesse-Bukowska (en) (1971). Il a également étudié l'histoire de l'art à l'université de Wrocław, à l'université catholique de Lublin (1975) et à l'université de Vienne grâce à une bourse de Radio Vienne (1981-1982). Il a effectué un séjour de recherche à l'université de Bruxelles (2000).
Durant ses études, il est une figure active du mouvement culturel étudiant. Il est entre autres un des initiateurs du Mouvement polonais « Pro Musica » popularisant la musique classique dans le milieu universitaire. En mars 1968, il est un des dirigeants de la grève des étudiants de l'Académie de musique de Wrocław.
Initiateur et directeur artistique du festival des « Journées de la musique des maîtres anciens à Wrocław » (1967-1987), il participe à la création des « Soirées internationales d'orgue et de musique de chambre » à Kłodzko (1987) et reprend les « Journées de musique d'orgue et de clavecin de Wrocław » (1992). il crée ensuite (1997) le festival de musique académique « Gaudeamus ». Il est membre du jury du festival « Legnica Cantat » (1993-2007) puis son directeur artistique (2004-2007).
De 1990 à 1994, il est recteur de l'Académie de musique de Wrocław. Durant son mandat, il transfère l'établissement dans son nouveau siège Place Jean-Paul II à Wrocław, crée de nouvelles spécialités, enrichit les instruments et développe des contacts internationaux.
Il est membre du Comité pour la construction du Monument aux victimes de la catastrophe de Smolensk et en 2011, il candidate sans succès au Sénat arrivant à la dernière place dans sa circonscription malgré le soutien du PiS.
Polyglotte, il parle couramment l'anglais, l'allemand, le français, l'italien, l'espagnol et le latin.

## Œuvre
En tant qu'essayiste, il s'exprime par écrit, comme à la radio et à la télévision. En collaboration avec Polskie Radio, il crée des œuvres radiophoniques qui ont reçu de nombreux prix pour leur forme innovante et leur valeur artistique et ont représenté la radio polonaise à deux reprises au forum mondial de l'art radiophonique Prix Italia.
Il a commenté à la télévision et à la radio les plus grands événements musicaux internationaux se déroulant en Pologne : le Festival international d'oratorio et de cantate « Wratislavia Cantans », le Concours international de chefs d'orchestre Grzegorz-Fitelberg, le Concours international de violon Henryk-Wieniawski  et le Concours international de piano Frédéric-Chopin. Il est régulièrement invité pour des conférences et des séminaires dans toutes les écoles de musique polonaises et dans plusieurs universités. Il donne également des conférences en Allemagne, en Belgique, en Autriche, en Russie, en Espagne et aux États-Unis.
Dans ses interventions, il présente des phénomènes musicaux vus dans le contexte large de la culture, en lien avec d'autres domaines de l'art, ainsi qu'avec la philosophie, l'esthétique et l'anthropologie. Créateur d'une théorie couvrant toutes les questions liées à l'art de la pratique musicale, ainsi qu'à la philosophie de l'éducation artistique, qui, présentée dans quinze émissions du 2e programme de Polskie radio, a rencontré des échos importants dans le milieu musical et pédagogique.
Auteur de traductions poétiques (du latin, du français, de l'allemand, de l'espagnol et de l'italien). Son adaptation du drame liturgique médiéval « Ludus Danielis » (basée sur le texte latin de la cathédrale de Beauvais) a été montée par le Grand Théâtre de Varsovie et a fait une tournée internationale sur de nombreuses scènes européennes, notamment en Allemagne, en Autriche, au Luxembourg, en Suisse et en France.
Il est également chroniqueur pour Radio Maryja.

### Publication
- Ocalić od zapomnienia (recueil d'essais), Wyd. Okis, 2021, 336 p. (ISBN 978-83-65892-66-9)

## Récompenses
- prix de la Ville de Wrocław (1987, 1994).
- médaille Saint-Albert-Chmielowski (d) pour ses réalisations exceptionnelles dans le domaine de la culture.
- prix de musique de Wrocław (2001).
- prix du ministre de la Culture (2004, 2005).